# Apolipoprotéine D

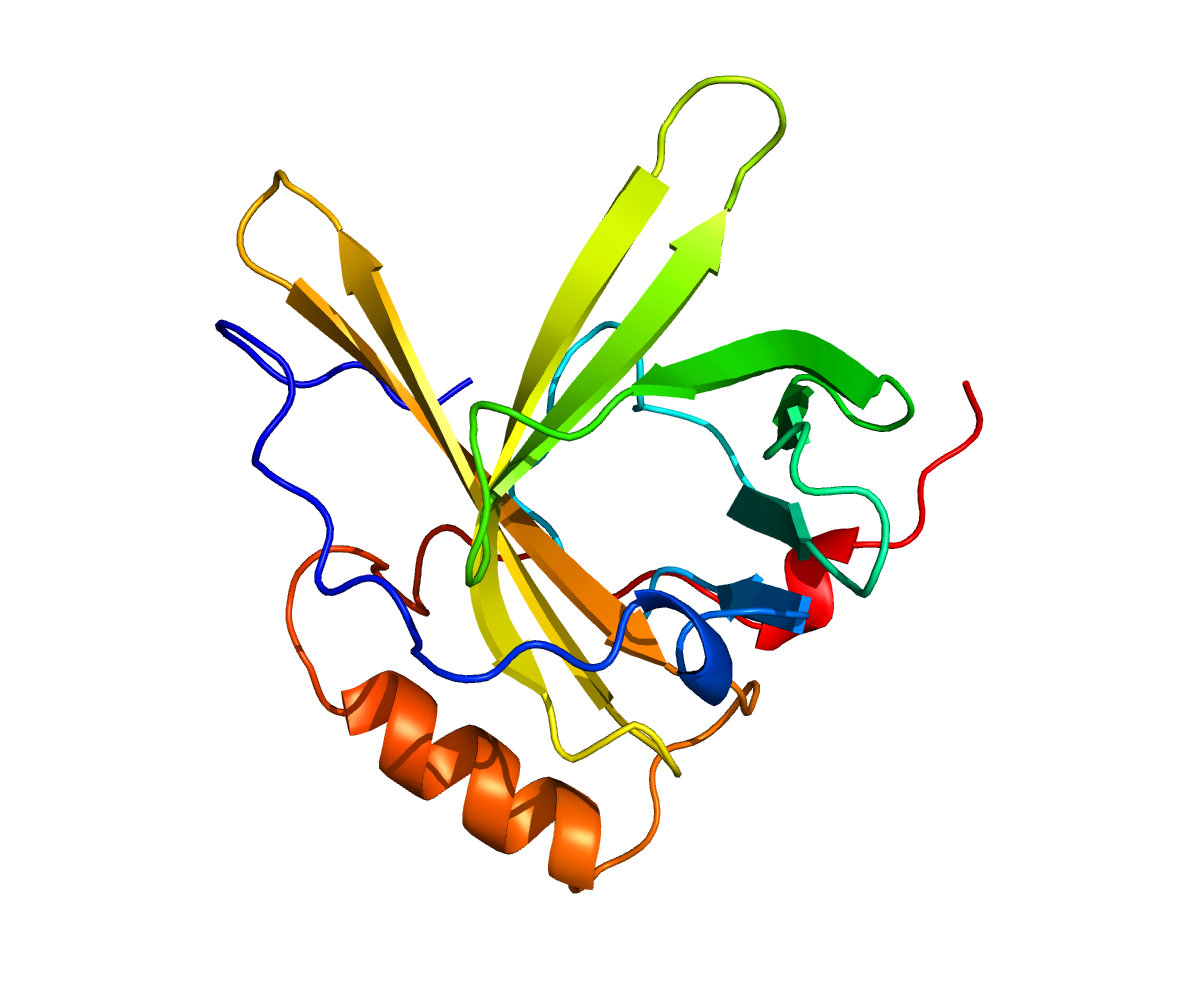
Protéine APOD PDB 2APD.

L'apolipoprotéine D (ApoD) est une protéine retrouvée à la surface des lipoprotéines de haute densité (HDL) , qui transportent le cholestérol vers le foie. 
Les lipoprotéines sont en effet des complexes responsables du transport du cholestérol dans le sang et sont formés de lipides et de protéines. Les composantes protéiques sont retrouvées à la surface du complexe: les apolipoprotéines, qui varient selon le type de lipoprotéine (HDL, LDL, VLDL, etc.).
Comme les autres apolipoprotéines, l'ApoD participe au transport de molécules hydrophobes. Sa structure est néanmoins différente des autres apolipoprotéines: elle ressemble plutôt à celle des lipocalines, une famille de protéine ayant un rôle dans le transport de petites molécules hydrophobes . 
L'ApoD peut ainsi lier plusieurs molécules, appelées alors ligands, tels que le cholestérol, la progestérone, la prégnénolone, la bilirubine et l'acide arachidonique.
Elle est surexprimée dans plusieurs maladies neurodégénératives telles que la maladie d'Alzheimer, la maladie de Niemann-Pick, de la méningo-encéphalite, du syndrome de Guillain-Barré ainsi que chez les patients atteints de démence, de schizophrénie ou ayant eu un accident vasculaire cérébral.

## Propriétés
L'ApoD est une protéine composée d’une chaîne de 189 acides aminés. Cette structure primaire correspond à celle des autres apolipoprotéines. Néanmoins, sa structure tertiaire tridimensionnelle s'apparente plutôt à celle des lipocalines. En effet, elle a une forme cylindrique appelée barillet bêta, dont l'une des extrémités est fermée. L'autre côté, ouvert, présente les sites de liaison aux molécules hydrophobes qu'elle transporte.
Le poids moléculaire de l’ApoD est estimé à 29 kilo Daltons (kDa) mais peut varier en fonction de sa glycosylation. L'ApoD est en effet une glycoprotéine, c'est-à-dire qu'un glucide (sucre) a été ajouté à sa structure primaire lors de la production de la protéine. La glycosylation représente ainsi environ 18 % de la masse de l'ApoD.
Le gène qui code l'ApoD est situé sur le chromosome 3 chez l'humain et sur le chromosome 6 de la souris. Le promoteur du gène est régulé par les hormones stéroïdes tels que les androgènes, les œstrogènes et les glucocorticoïdes, en plus d’être influencée par le taux de prolifération cellulaire. Il a en effet été démontré que l'ApoD était surexprimé dans les cellules sénescentes ou non prolifératives .
Contrairement aux autres apolipoprotéines qui sont exprimées dans le foie et les intestins, l’ApoD n’est généralement que faiblement exprimée dans ces tissus. De plus, l'expression de l'ApoD varie selon l’espèce. Ainsi chez l’humain, le singe et le lapin, on retrouve une expression importante de l’ApoD dans le cerveau, les glandes surrénales, les reins, le pancréas, le placenta, la rate, les poumons, les ovaires, les testicules et les nerfs périphériques. Par contre, chez la souris et le rat, l’ApoD est principalement exprimée dans le système nerveux central, soit dans la moelle épinière, le cervelet et le cerveau ,

## Rôles
Chronologiquement, l’apolipoprotéine D a d’abord été identifiée comme un composé des HDL puis analysée dans les fluides kystiques mammaires (cancer du sein). La protéine était alors nommée GCDFP-24 et sa caractérisation a démontré qu’elle liait la progestérone avec une grande affinité, ainsi que la prégnénolone, ce qui lui attribuerait un rôle dans le transport de ces hormones dans les glandes mammaires
Parallèlement, lors de ses premières caractérisations, l’ApoD était considérée comme un composé des HDL: on lui attribuait un rôle de transporteur du cholestérol, des tissus périphériques au foie. 
De plus, il semble que l’ApoD ait un rôle dans la régénération des nerfs endommagés et qu'elle serait un suppresseur de tumeurs dans certains cancers comme celui du sein ou de l’œsophage